# Parapenaeopsis stylifera
Parapenaeopsis stylifera är en kräftdjursart som först beskrevs av H. Milne Edwards 1837.  Parapenaeopsis stylifera ingår i släktet Parapenaeopsis och familjen Penaeidae.

## Underarter
Arten delas in i följande underarter:
- P. s. stylifera
- P. s. coromandelica